# Parafia Narodzenia Najświętszej Maryi Panny i św. Józefa w Sobótce
Parafia Narodzenia Najświętszej Maryi Panny i Świętego Józefa w Sobótce – parafia rzymskokatolicka należąca do dekanatu Gołuchów diecezji kaliskiej. Została utworzona w XIII wieku. Mieści się pod numerem 89. Prowadzą ją księża diecezjalni.